# Elvis (2022)
Elvis is een Australisch-Amerikaanse biografische muzikale dramafilm uit 2022, geregisseerd door Baz Luhrmann, die samen met Sam Bromell, Craig Pearce en Jeremy Doner het scenario schreef naar een verhaal van Luhrmann en Doner. De hoofdrollen worden vertolkt door Austin Butler en Tom Hanks als zanger Elvis Presley en zijn manager Colonel Tom Parker.

## Verhaal
In 1997 ligt de voormalige manager van Elvis Presley, kolonel Tom Parker, op zijn sterfbed na een beroerte. Met een gokverslaving die hem berooid heeft achtergelaten, kijkt hij terug op hoe hij de toekomstige King of Rock and Roll voor het eerst ontmoette.
Voornamelijk opgevoed door zijn liefhebbende moeder Gladys, bracht Presley zijn jeugd door in de armste delen van Mississippi. Hij vindt een uitweg in de stripboekavonturen van Captain Marvel Jr. en vooral in zang. Maar als hij eenmaal met zijn ouders naar Memphis verhuist, wordt hij door zijn leeftijdsgenoten belachelijk gemaakt vanwege zijn fascinatie voor de Afro-Amerikaanse muziek van Memphis's Beale Street. 
Op dit moment is Parker een carnavals-"huckster" die in zichzelf een moderne P.T. Barnum ziet. Hoewel Parker samenwerkt met countryzanger Hank Snow, realiseert Parker zich onmiddellijk het crossover-potentieel van Presley wanneer hij de blanke artiest 'zwart klinkt' op de baanbrekende single 'That's All Right'. Die avond ziet hij Presley bij een optreden van "Louisiana Hayride" en vindt hem een getalenteerde muzikant met een sterke sexappeal.
Parker haalt Presley over om hem de exclusieve controle over zijn carrière te laten nemen, en begint aan een razendsnelle klim waardoor de familie Presley uit de armoede wordt getild. Het regionale publiek is verdeeld in hun kijk op de zanger. Segregationistische Democraat Senator James Eastland uit Zuid-Mississippi spreekt het idee uit dat Presleys muziek blanke kinderen zal bederven en raciale vijandigheid zal aanwakkeren. Eastland roept Parker op voor een informele hoorzitting, waarin hij Parker ondervraagt over zijn mysterieuze verleden.
Na Presleys geladen danspasjes tijdens een concert krijgt de zanger te maken met mogelijke juridische problemen. Parker haalt de regering over om Presley in plaats daarvan op te roepen voor het Amerikaanse leger om juridische verwikkelingen te voorkomen. Tijdens zijn militaire dienst in West-Duitsland is Presley erg onder de indruk van de door alcoholisme veroorzaakte dood van zijn moeder, en hij herstelt pas als hij Priscilla Beaulieu ontmoet. Na zijn ontslag hervat hij zijn filmcarrière en jaren later trouwt hij met Priscilla.
Terwijl de populaire cultuur van de jaren zestig aan hem voorbijgaat, is Presley diepbedroefd door de moorden op Martin Luther King Jr. en Robert F. Kennedy. Hoewel hij politiek uitgesprokener wil worden in zijn muziek, staat Parker hem alleen toe frivole feelgoodnummers uit te brengen. Presley besluit uiteindelijk om zijn imago te vernieuwen met de hulp van een externe groep adviseurs, waarbij hij een door het bedrijf gesponsorde speciale kersttelevisie-opname ombuigt naar een heropleving van zijn carrière op basis van een terugkeer naar oudere liedjes en een directe erkenning van Presleys gebruik van seksualiteit tijdens optredens via de garderobekeuze van een volledig zwart lederen performance-outfit. De film toont de uitvoeringskeuzes in de special, inclusief het slotnummer, "If I Can Dream", zoals gepresenteerd en gezien als daden van politiek commentaar. Zakelijke sponsors zijn woedend en dreigen met rechtszaken, terwijl Parker walgt en denkt dat Presley 'gehersenspoeld is door hippies'. Toch is de show een enorme hit.
Na de special treedt Presley op in de grootste showroom in Las Vegas, het International Hotel, en hervat dan concerttours. Parkers controle over Presleys leven wordt nog sterker als hij Presleys verzoek om een wereldtournee weigert, ondanks dat hij hem aanvankelijk had beloofd en hem misleidt om een contract te tekenen voor een langdurig casinoverblijf in Las Vegas. Presley ontdekt dat Parker niet naar het buitenland kan reizen omdat hij een staatloze illegale immigrant is; nadat hij zijn oorspronkelijke Nederlandse staatsburgerschap had ingeleverd, zou hij na zijn vertrek niet meer naar Amerika kunnen terugkeren. Wanneer hij probeert Parker te ontslaan, reageert de manager door hem voor een enorme som geld aan te klagen. Ze maken ruzie en Parker overtuigt Presley ervan dat de twee elkaar nodig hebben. Ze zien elkaar daarna zelden, hoewel Parker zijn rol als manager voortzet.
Presleys gedragsproblemen en zijn drugsverslaving overvallen hem, en een moedeloze Priscilla scheidt in 1973 van hem en neemt hun dochter Lisa Marie mee. Presley zet een rigoureus programma van shows voort waardoor hij steeds meer uitgeput raakt. Kort voor zijn dood in 1977 spreekt Presley zijn grootste angst uit aan Priscilla: niemand zal zich hem herinneren als hij er niet meer is.
Bij een van zijn laatste shows zingt Presley, nu opgeblazen en bleek, "Unchained Melody" en eindigt het optreden met een daverend applaus. Terwijl hij zijn herinnering beëindigt, sterft kolonel Tom Parker, verarmd en alleen, terwijl Elvis Presley wereldwijd geliefd is en de bestverkopende soloartiest in de geschiedenis is.

## Rolverdeling
| Acteur              | Personage                                              |
| ------------------- | ------------------------------------------------------ |
| Austin Butler       | Elvis Presley                                          |
| Chaydon Jay         | jonge Elvis Presley                                    |
| Tom Hanks           | Colonel Tom Parker, de manager van Elvis               |
| Helen Thomson       | Gladys Presley (geboren Smith), Elvis' moeder          |
| Richard Roxburgh    | Vernon Presley, de vader van Elvis                     |
| Olivia DeJonge      | Priscilla Presley (geboren Wagner), de vrouw van Elvis |
| Luke Bracey         | Jerry Schilling                                        |
| Natasha Bassett     | Dixie Locke                                            |
| David Wenham        | Hank Snow                                              |
| Kelvin Harrison jr. | B.B. King                                              |
| Xavier Samuel       | Scotty Moore                                           |
| Kodi Smit-McPhee    | Jimmie Rodgers Snow                                    |
| Dacre Montgomery    | Steve Binder                                           |
| Leon Ford           | Tom Diskin, een woordvoerder van Colonel Tom Parker    |
| Kate Mulvany        | Marion Keisker                                         |
| Josh McConville     | Sam Phillips                                           |
| Patrick Shearer     | Dewey Phillips                                         |
| Adam Dunn           | Bill Black                                             |
| Yola Quartey        | Sister Rosetta Tharpe                                  |
| Alton Mason         | Little Richard                                         |
| Gary Clark jr.      | Arthur Crudup                                          |
| Shonka Dukureh      | Willie Mae "Big Mama" Thornton                         |
| Christopher Sommers | Horace Logan                                           |
| Nicholas Bell       | senator Jim Eastland (D, Mississippi)                  |
| Asabi Goodman       | Graceland hulp in de huishouding Alberta Holman        |
| Lachlan Engeler     | fotograaf Alfred Wertheimer                            |
| Anthony LaPaglia    | Bernard Lansky                                         |

## Productie
De film kreeg voor het eerst media-aandacht in april 2014 toen Baz Luhrmann onderhandelingen begon om de film te regisseren en Kelly Marcel begon met het schrijven van het scenario.
In maart 2019 werd Tom Hanks gecast voor de rol van Colonel Tom Parker. Luhrmann nam uiteindelijk het scenario over, samen met Craig Pearce en Sam Bromell. In juli van hetzelfde jaar deden Ansel Elgort, Miles Teller, Aaron Taylor-Johnson, Harry Styles en Austin Butler auditie voor de hoofdrol, waarbij de laatste werd gekozen. In oktober 2019 werd Olivia DeJonge gecast als Priscilla Presley, die meewerkt aan de productie van de biopic.
De opnames begonnen eind januari 2020 in Australië. De opnames werden op 12 maart 2020 stopgezet toen Hanks en zijn vrouw Rita Wilson positief testten op SARS-CoV-2 tijdens de COVID-19-pandemie. De opnames zijn in september 2020 hervat.

## Release
De film ging in première op 25 mei 2022 op het Filmfestival van Cannes. Elvis werd in de Verenigde Staten uitgebracht op 24 juni 2022.

## Ontvangst
De film werd over het algemeen positief ontvangen door critici. Op Rotten Tomatoes heeft Elvis een waarde van 77% en een gemiddelde score van 6,80/10, gebaseerd op 44 recensies. Op Metacritic heeft de film een gemiddelde score van 62/100, gebaseerd op 19 recensies.

## Prijzen en nominaties
De belangrijkste:
| Jaar | Prijs                       | Categorie                                     | Genomineerde(n)                                           | Uitslag     |
| ---- | --------------------------- | --------------------------------------------- | --------------------------------------------------------- | ----------- |
| 2023 | Golden Globes               | Beste film – drama                            | Beste film – drama                                        | Genomineerd |
| 2023 | Golden Globes               | Beste regisseur                               | Baz Luhrmann                                              | Genomineerd |
| 2023 | Golden Globes               | Beste acteur in een film – drama              | Austin Butler                                             | Gewonnen    |
| 2023 | Critics' Choice Awards      | Beste film                                    | Beste film                                                | Genomineerd |
| 2023 | Critics' Choice Awards      | Beste mannelijke hoofdrol                     | Austin Butler                                             | Genomineerd |
| 2023 | Critics' Choice Awards      | Beste regisseur                               | Baz Luhrmann                                              | Genomineerd |
| 2023 | Critics' Choice Awards      | Beste productieontwerp                        | Catherine Martin, Karen Murphy & Bev Dunn                 | Genomineerd |
| 2023 | Critics' Choice Awards      | Beste montage                                 | Matt Villa & Jonathan Redmond                             | Genomineerd |
| 2023 | Critics' Choice Awards      | Beste kostuumontwerp                          | Catherine Martin                                          | Genomineerd |
| 2023 | Critics' Choice Awards      | Beste grime en haarstijl                      | Beste grime en haarstijl                                  | Gewonnen    |
| 2023 | Grammy Awards               | Best Compilation Soundtrack for Visual Media  | Best Compilation Soundtrack for Visual Media              | Genomineerd |
| 2023 | British Academy Film Awards | Beste film                                    | Beste film                                                | Genomineerd |
| 2023 | British Academy Film Awards | Beste mannelijke hoofdrol                     | Austin Butler                                             | Gewonnen    |
| 2023 | British Academy Film Awards | Beste casting                                 | Nikki Barrett & Denise Chamian                            | Gewonnen    |
| 2023 | British Academy Film Awards | Beste cinematografie                          | Mandy Walker                                              | Genomineerd |
| 2023 | British Academy Film Awards | Beste montage                                 | Jonathan Redmond & Matt Villa                             | Genomineerd |
| 2023 | British Academy Film Awards | Beste productieontwerp                        | Catherine Martin, Karen Murphy & Bev Dunn                 | Genomineerd |
| 2023 | British Academy Film Awards | Beste kostuumontwerp                          | Catherine Martin                                          | Gewonnen    |
| 2023 | British Academy Film Awards | Beste grime en haar                           | Jason Baird, Mark Coulier, Louise Coulston & Shane Thomas | Gewonnen    |
| 2023 | British Academy Film Awards | Beste geluid                                  | Michael Keller, David Lee, Andy Nelson & Wayne Pashley    | Genomineerd |
| 2023 | Satellite Awards            | Beste komische of muzikale film               | Beste komische of muzikale film                           | Genomineerd |
| 2023 | Satellite Awards            | Beste regisseur                               | Baz Luhrmann                                              | Genomineerd |
| 2023 | Satellite Awards            | Beste acteur in een komische of muzikale film | Austin Butler                                             | Gewonnen    |
| 2023 | Satellite Awards            | Beste montage                                 | Jonathan Redmond & Matt Villa                             | Genomineerd |
| 2023 | Satellite Awards            | Beste cinematografie                          | Mandy Walker                                              | Genomineerd |
| 2023 | Satellite Awards            | Beste filmsong                                | Doja Cat voor "Vegas"                                     | Genomineerd |
| 2023 | Satellite Awards            | Beste kostuums                                | Catherine Martin                                          | Genomineerd |
| 2023 | Satellite Awards            | Beste productieontwerp                        | Catherine Martin & Karen Murphy                           | Genomineerd |
| 2023 | Satellite Awards            | Beste geluid                                  | David Lee, Wayne Pashley, Andy Nelson & Michael Keller    | Genomineerd |
| 2023 | Academy Awards (Oscars)     | Beste film                                    | Beste film                                                | Genomineerd |
| 2023 | Academy Awards (Oscars)     | Beste mannelijke hoofdrol                     | Austin Butler                                             | Genomineerd |
| 2023 | Academy Awards (Oscars)     | Beste camerawerk                              | Mandy Walker                                              | Genomineerd |
| 2023 | Academy Awards (Oscars)     | Beste montage                                 | Matt Villa & Jonathan Redmond                             | Genomineerd |
| 2023 | Academy Awards (Oscars)     | Beste productieontwerp                        | Catherine Martin, Karen Murphy & Bev Dunn                 | Genomineerd |
| 2023 | Academy Awards (Oscars)     | Beste geluid                                  | David Lee, Wayne Pashley, Andy Nelson & Michael Keller    | Genomineerd |
| 2023 | Academy Awards (Oscars)     | Beste kostuumontwerp                          | Catherine Martin                                          | Genomineerd |
| 2023 | Academy Awards (Oscars)     | Beste grime en haarstijl                      | Mark Coulier, Jason Baird & Aldo Signoretti               | Genomineerd |